# Seattle Storm 2005
La stagione 2005 delle Seattle Storm fu la 6ª nella WNBA per la franchigia.
Le Seattle Storm arrivarono seconde nella Western Conference con un record di 18-16. Nei play-off persero la semifinale di conference con le Houston Comets (2-1).

## Roster
| N° | Naz.                   | Ruolo | Sportivo              | Anno | Alt. | Peso |
| -- | ---------------------- | ----- | --------------------- | ---- | ---- | ---- |
| 4  | Giamaica (bandiera)    | C     | Simone Edwards        | 1973 | 193  | 74   |
| 6  | Russia (bandiera)      | A     | Natal'ja Vodop'janova | 1981 | 191  | 82   |
| 7  | Italia (bandiera)      | G     | Francesca Zara        | 1976 | 178  | 66   |
| 8  | Brasile (bandiera)     | GA    | Iziane Castro Marques | 1982 | 183  | 64   |
| 9  | Australia (bandiera)   | C     | Suzy Batkovic         | 1980 | 193  | 92   |
| 10 | Stati Uniti (bandiera) | G     | Sue Bird              | 1980 | 175  | 68   |
| 15 | Australia (bandiera)   | AC    | Lauren Jackson        | 1981 | 196  | 85   |
| 22 | Stati Uniti (bandiera) | G     | Betty Lennox          | 1976 | 173  | 65   |
| 30 | Stati Uniti (bandiera) | G     | Tanisha Wright        | 1983 | 180  | 75   |
| 33 | Stati Uniti (bandiera) | C     | Janell Burse          | 1979 | 196  | 90   |
| 43 | Stati Uniti (bandiera) | A     | Alicia Thompson       | 1976 | 185  | 82   |
| 45 | Stati Uniti (bandiera) | A     | Ashley Battle         | 1982 | 183  | 83   |
| 54 | Stati Uniti (bandiera) | C     | Mandisa Stevenson     | 1982 | 191  | 75   |

## Staff tecnico
- Allenatore: Anne Donovan
- Vice-allenatori: Jenny Boucek, Jessie Kenlaw
- Vice-allenatore per lo sviluppo dei giocatori: Tal Skinner
- Preparatore atletico: Annmarie Henkel
- Preparatore fisico: Chattin Hill
- Assistente preparatore atletico: Kate Fitzmaurice